# La fine (Tiziano Ferro)
La fine è un singolo del cantautore italiano Tiziano Ferro, pubblicato il 1º febbraio 2013 come settimo estratto dal quinto album in studio L'amore è una cosa semplice.

## Descrizione
Si tratta di una reinterpretazione del brano omonimo inciso nel 2009 dal rapper Nesli. Ferro ha voluto realizzare la cover di questa canzone descrivendola così:
La fine è stata inserita nelle raccolte Radio Italia Summer Hits 2013 e Love Forever del 2014. Il brano è stato inoltre tradotto in lingua spagnola con il titolo El fin e inserito nell'album El amor es una cosa simple.

## Video musicale
Il videoclip è stato diretto dal regista Gaetano Morbioli e reso disponibile il 14 febbraio 2013, mentre il relativo dietro le quinte è uscito il 25 febbraio. Entrambi i video sono stati pubblicati sul canale YouTube del cantautore.